# Иванов, Сергей Борисович
Серге́й Бори́сович Ивано́в (род. 31 января 1953 года, Ленинград, РСФСР, СССР) — советский и российский государственный, политический и военный деятель. Специальный представитель Президента Российской Федерации по вопросам природоохранной деятельности, экологии и транспорта (с 12 августа 2016 года). Постоянный член Совета Безопасности Российской Федерации. Член партии «Единая Россия».
С 22 декабря 2011 по 12 августа 2016 года — Руководитель Администрации Президента Российской Федерации. С 28 марта 2001 по 15 февраля 2007 года — Министр обороны Российской Федерации.
Полный кавалер ордена «За заслуги перед Отечеством».
Действительный государственный советник Российской Федерации 1 класса (2011). Генерал-полковник запаса.
Председатель совета директоров ПАО «Ростелеком» с 15 июня 2015 года. Председатель попечительского совета Российского военно-исторического общества с 15 апреля 2019 года.
Из-за аннексии Крыма и вторжения России на Украину находится под персональными санкциями Евросоюза, Великобритании, США и ряда других стран.

## Ранние годы
Родился 31 января 1953 года в Ленинграде. Был членом КПСС, окончил переводческое отделение филологического факультета Ленинградского государственного университета и военную кафедру при нём (1975), высшие курсы КГБ СССР в Минске (1976), Краснознамённый институт КГБ СССР (1981).
В 1974 году был отправлен изучать английский язык в Школе свободных искусств Илингского колледжа (Лондон, Великобритания).
В 1975 году был принят на службу в КГБ СССР. В 1976—1977 годах — сотрудник 1-го отдела Управления КГБ по Ленинграду и Ленинградской области, где работал в одном подразделении вместе с будущим Президентом Российской Федерации Владимиром Путиным.
Работал до 1985 в резидентуре в Финляндии, а затем в Кении (куда, по собственным словам, был переведён из-за своего раскрытия в Европе Олегом Гордиевским).
В 1991—1998 годах продолжил работать в Службе внешней разведки России. Службу в разведке закончил первым заместителем директора Европейского департамента СВР России.

## Государственный деятель

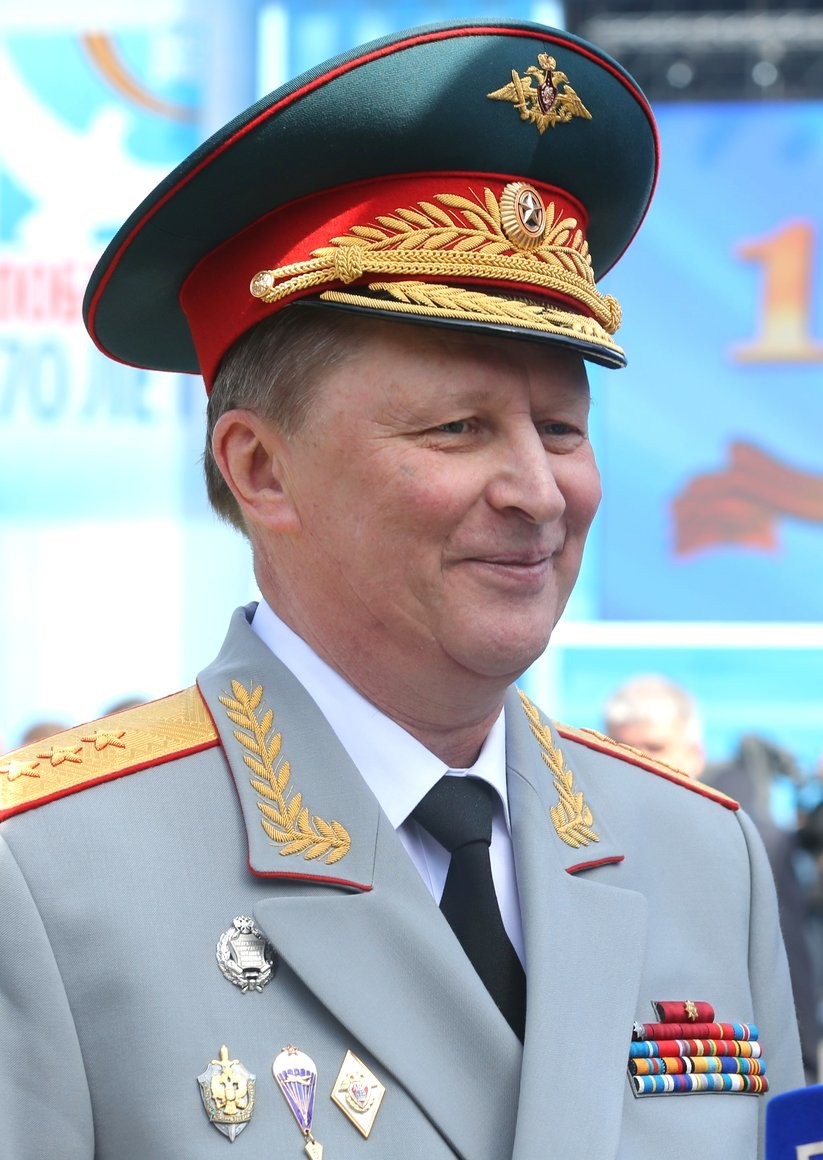
Иванов в парадной военной форме генерал-полковника

В августе 1998 года назначен заместителем директора ФСБ России — начальником департамента анализа, прогноза и стратегического планирования (ФСБ России в то время возглавлял Владимир Путин).
С 15 ноября 1999 года — секретарь Совета Безопасности России.
С 15 ноября 1999 года являлся постоянным членом Совета Безопасности Российской Федерации, продолжал занимать этот пост при назначении Министром и Первым заместителем Председателя Правительства и занимал данный пост до 25 мая 2008 года, когда при формировании нового состава Совета безопасности Президент Российской Федерации Д. А. Медведев не включил его в новый состав Совета Безопасности.
9 ноября 2000 года уволен с действительной военной службы в запас.
28 марта 2001 года назначен министром обороны Российской Федерации, 14 ноября 2005 года — заместителем Председателя Правительства Российской Федерации — министром обороны Российской Федерации.
С 20 марта 2006 года — председатель Военно-промышленной комиссии при Правительстве Российской Федерации.
Некоторое время наряду с Д. А. Медведевым считался одним из наиболее вероятных преемников В. В. Путина на Президентских выборах 2008 года. 15 февраля 2007 года был освобождён от должности заместителя председателя правительства России — министра обороны России и назначен первым заместителем председателя правительства. Это привело к усилению ожиданий его назначения преемником на посту президента. Опросы общественного мнения показывали довольно большие рейтинги.
Однако 10 декабря 2007 года на совещании партий «Единая Россия», «Справедливая Россия», Аграрная партия и «Гражданская сила» и президента т. н. «преемником Путина» был определён Дмитрий Медведев, его выдвижение в качестве кандидата от партии «Единой России» было оформлено на съезде 17 декабря 2007 года. Иванов также выразил ему поддержку.
12 мая 2008 года в правительстве В. В. Путина занял пост заместителя председателя правительства Российской Федерации. Курировал вопросы военной промышленности.
С весны 2011 года — председатель Наблюдательного Совета Автономной некоммерческой организации «Евро-азиатский центр изучения, сохранения и восстановления популяций леопардов».
С 22 декабря 2011 по 12 августа 2016 года — руководитель Администрации Президента Российской Федерации.

В 2011 году выступил с инициативой о создании Евро-азиатского центра сохранения дальневосточных леопардов.

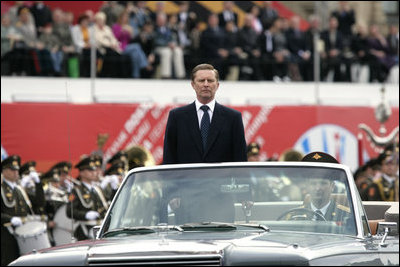
На параде 9 мая 2005 года.

В 2012 году при президенте В. В. Путине снова стал постоянным членом Совбеза.

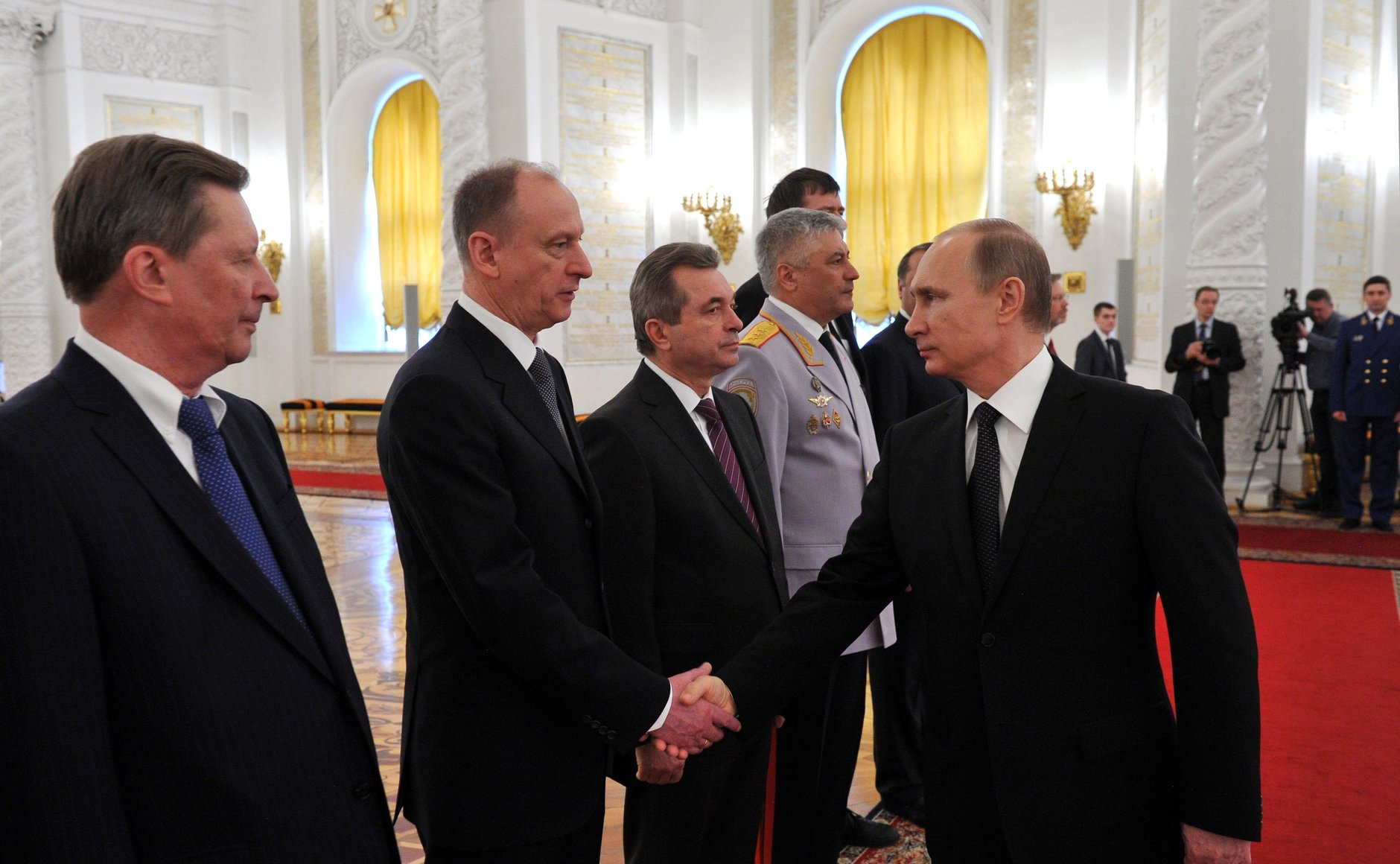
Сергей Иванов с Владимиром Путиным на встрече с офицерами и прокурорами, назначенными на вышестоящие должности, апрель 2015 года

С 12 августа 2016 года — специальный представитель Президента Российской Федерации по вопросам природоохранной деятельности, экологии и транспорта. С апреля 2017 года входит в наблюдательный совет госкорпорации «Ростех». Отвечает за содействие разработке, производству и экспорту высокотехнологичной промышленной продукции.
18 октября 2017 года выступил с инициативой о введении экологического сбора за использование полиэтиленовых пакетов в магазинах.

## Собственность и доходы
Согласно официальным данным, доход Иванова за 2011 год составил 6,31 млн рублей, доход супруги — 4,07 млн рублей. Вместе с супругой Иванову принадлежат 2 земельных участка общей площадью 2,4 гектара, жилой дом, две квартиры и легковой автомобиль.
Согласно официальным данным, доход Иванова за 2014 год составил 16,2 млн рублей, доход супруги — 3,16 млн рублей; за 2015 год — 10,3 млн и 2,8 млн соответственно.

## Отзывы
В начале 2006 года журналист и писатель Дмитрий Быков отмечал, что: 
«пиаровская кампания против министра обороны России Сергея Иванова чётко обозначила курс Кремля на победу другого путинского преемника (Медведева)». Отмечая, что «в последнее время Иванов стал объектом серьёзной травли», со ссылкой на инсайдеров Быков пишет, что за ней стоят «не только политические оппоненты Иванова и никак не Д. Медведев лично», по утверждению Быкова «Ставку на Медведева — и соответственно против Сергея Иванова — сделали и „ельцинские“… для них Медведев предпочтительнее Иванова. Именно потому, что Иванов в случае своего воцарения ни с кем миндальничать не станет… [он] сам не ворует и другим не даст».

Бывшая государственный секретарь США Кондолиза Райс в своих мемуарах «Высшая честь» так характеризовала личность Иванова: 
«Сергей был жёстким и немного подозрительным по отношению к Соединённым Штатам, однако на него можно было положиться. Он никогда не обещал сделать того, что сделать не мог. Вне зависимости от должностей и званий Иванов оставался безотказным каналом связи с Путиным даже в самых деликатных ситуациях. В отношениях между Белым домом и Кремлём этот канал был самым важным и адекватным».
По мнению Михаила Зыгаря, изложенному в книге «Вся кремлёвская рать», дело рядового Сычёва (2006), неудачная первоначальная реакция министра обороны Иванова «ничего серьёзного там нет, иначе я бы обязательно об этом знал», бурное раскручивание дела прокуратурой и широкий негативный общественный резонанс вокруг истории с дедовщиной стали одной из причин, что Путин в 2008 году предпочёл выбрать в качестве своего преемника на следующий президентский срок (2008—2012) Дмитрия Медведева, а не Иванова, опережавшего Медведева по рейтингам.

## Санкции
В марте 2014 года внесён в санкционный список США «против российских чиновников и членов внутреннего круга российского руководства» из-за аннексии Крыма и «в связи с проведением незаконного референдума в Крыму».
24 февраля 2022 года попал в санкционный список Канады «соратников режима». Также снова попал, вместе с сыном, в блокирующий санкционный список США против «влиятельных россиян, входящих в ближний круг Путина», Госдеп отмечает что «элиты, близкие к Путину, продолжают использовать свою близость к президенту России для разграбления российского государства, обогащения себя и возвышения членов своих семей»
25 февраля 2022 года, после вторжения России на Украину, Иванов был включён в санкционный список стран Евросоюза так как он «поддержал немедленное признание Россией двух самопровозглашённых республик»
По аналогичным основаниям, находится в санкционных списках Великобритании, Швейцарии, Австралии, Украины, Японии и Новой Зеландии

## Награды
- Орден «За заслуги перед Отечеством» I степени[36]
- Орден «За заслуги перед Отечеством» II степени (31 января 2003) — за большой личный вклад в укрепление обороноспособности и безопасности государства[37]
- Орден «За заслуги перед Отечеством» III степени[36]
- Орден «За заслуги перед Отечеством» IV степени (31 января 2008) — за заслуги перед государством и многолетний добросовестный труд[38]
- Орден Александра Невского[36]
- Орден «За военные заслуги»[36]
- Орден Почёта[36]
- Орден Красной Звезды[39]
- Орден «За личное мужество» (1989)[39]
- Медаль «Данк» (Кыргызстан, 24 января 2002) — за заслуги в развитии военного и военно-технического сотрудничества[40]
- Орден имени Ахмата Кадырова (Чечня, 2007)[41]
- Орден «Достык» («Дружба») (Казахстан, 2005)[42]
- Орден «За заслуги» I степени (Украина, 31 января 2013) — за выдающийся личный вклад в развитие украинско-российских межгосударственных отношений[43]
- Медаль Столыпина П. А. II степени (22 декабря 2011) — за заслуги в укреплении обороноспособности страны[44]
- Почётная грамота правительства Российской Федерации (31 января 2008) — за большой вклад в укрепление обороноспособности государства, развитие высокотехнологичных отраслей промышленности и многолетнюю добросовестную службу[45]
- Грамота Содружества Независимых Государств (1 июня 2001) — за активную работу по укреплению и развитию Содружества Независимых Государств[46]
- Лауреат национальной премии «Россиянин года» (2006)[47]
- Высшая награда конкурса международной экологической премии «EcoWorld» 2017 года
- РАЕН орден «За спасение жизни на Земле» — за большую работу по сохранению дальневосточного леопарда[48]

## Личная жизнь и общественная деятельность
Поклонник баскетбола. Является одним из основателей баскетбольной Единой Лиги, президентом которой был с момента её основания в 2008 г., затем, с 2014 г. - стал её почётным президентом.
Регулярно посещает матчи баскетбольного ЦСКА., а также хоккейного и футбольного клубов армейцев.
Свободно владеет английским и шведским языками, а также говорит по-норвежски и немного по-французски .
Любит творчество The Beatles.
Женат. Жена — Ирина, 1953 года рождения. Москвичка, имеет высшее экономическое образование. В семье двое детей: сыновья Александр (1977—2014) и Сергей (род. 1980).

### Дети
Александр (1977—2014) — заместитель Председателя — член правления Внешэкономбанка в 2012—2014 годах, ранее с 2000 года работал в этом банке и ВТБ (2002—2006) на разных должностях. Окончил МГИМО, в 2003 году — Финансовую академию при правительстве России, а в 2012 году — Стокгольмскую школу экономики.
20 мая 2005 года в Москве на улице Лобачевского, находясь за рулём автомобиля VW Bora, оказался участником ДТП, в результате которого погибла 68-летняя Светлана Беридзе, переходившая дорогу по пешеходному переходу. 21 ноября 2005 года уголовное дело в отношении Иванова было прекращено в связи с отсутствием состава преступления: как заключили эксперты, «водитель Иванов А. С. не имел технической возможности предотвратить наезд на пешехода Беридзе С. К.», он был трезв и не превышал скорости. По мнению депутата Госдумы Виктора Похмелкина, «прекращение уголовного дела выглядит сомнительным». Сергей Иванов заявил, что никакой помощи сыну в прекращении дела не оказывал.
3 ноября 2014 года Александр Иванов утонул в ОАЭ, когда купался с дочерью в море.
Сергей (род. 1980) — с 6 марта 2017 года по 17 мая 2023 года президент АК «АЛРОСА». Старший вице-президент Сбербанка РФ с апреля 2016 по март 2017 года. Руководил блоком «Управление благосостоянием», включающим страховой и пенсионный бизнес, а также управление активами клиентов и некоторые другие направления.
В прошлом — председатель правления, член совета директоров ОАО «Согаз», председатель наблюдательного совета Российского ядерного страхового пула (РЯСП).
На июнь 2007 года работал вице-президентом «Газпромбанка». В феврале 2010 года, в возрасте 29 лет, назначен заместителем председателя правления Газпромбанка.
5 апреля 2011 года вступило в силу решение совета директоров Газпромбанка о досрочном прекращении полномочий Сергея Иванова как заместителя председателя правления и как члена правления Газпромбанка. В тот же день он был назначен главой правления страховой компании ОАО «СОГАЗ».
В 2011 году занимал должность председателя наблюдательного совета Россельхозбанка.
22 июня 2011 года по итогам собрания акционеров вошёл в совет директоров Газпромбанка.